# ベニー・ベギン

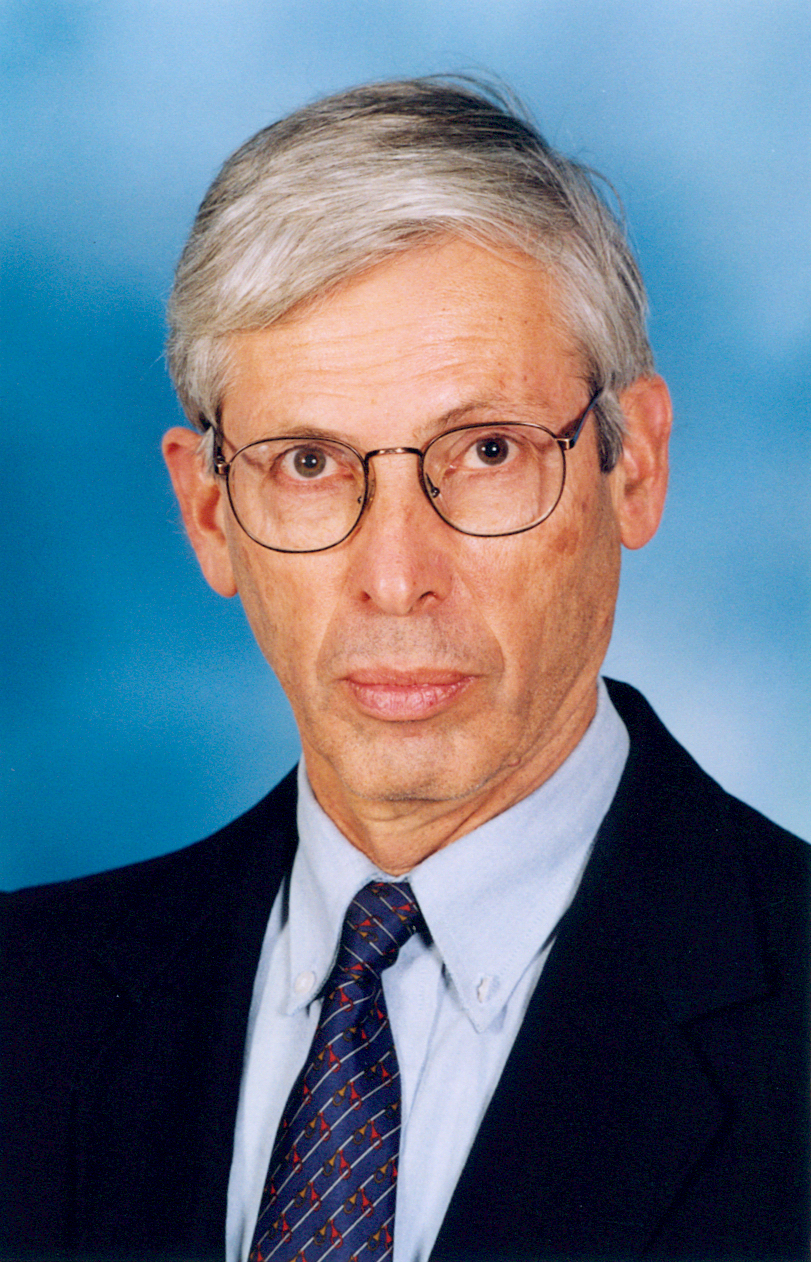
ベニー・ベギン

ゼエブ・ベンヤミン・”ベニー”・ベギン（Ze'ev Binyamin (Benny) Begin、ヘブライ語：זאב בנימין "בני" בגין）は、1943年3月1日生まれ、イスラエル・エルサレム出身のイスラエルの政治家。地質学者。イスラエル国会議員で現在4期目。元科学相。父親は同国のメナヘム・ベギン元首相である。

## 学歴
イスラエル建国前の1943年にエルサレムで生まれ、長じてヘブライ大学に進み、同大学では地質学を専攻。その後、米国のコロラド州立大学に移り、同大学で地質学の博士号を獲得する。

## 政界入り
1988年の総選挙でリクードから出馬、同年の選挙で初当選し、政界きっての強硬派として立ち回る。1992年の総選挙で、イツハーク・シャミール政権が大敗、リクードが下野すると、同党の党首選に出馬するものの、ベンヤミン・ネタニヤフの前に敗北。ネタニヤフとの関係は必ずしも悪くなく、1996年の総選挙の際には、選挙CMでネタニヤフへの支持を呼びかけた。ネタニヤフ政権発足後は、同政権に科学相として入閣。しかし、ネタニヤフのパレスチナ政策が迎合的であるとして同政権を激しく批判。1997年のヘブロン合意で追加撤退がなされたことに抗議し、科学相を辞任。その後、リクードからも離脱し、レハバム・ゼエビ議員と共に、右派・宗教勢力の結集を目指し、1999年には国家統一党を立ち上げる。ベギンは、同年実施された首相選に出馬するものの、支持が低迷したことで最終的に断念し、政界からも一時引退する。その後は、地質学の研究に没頭する。

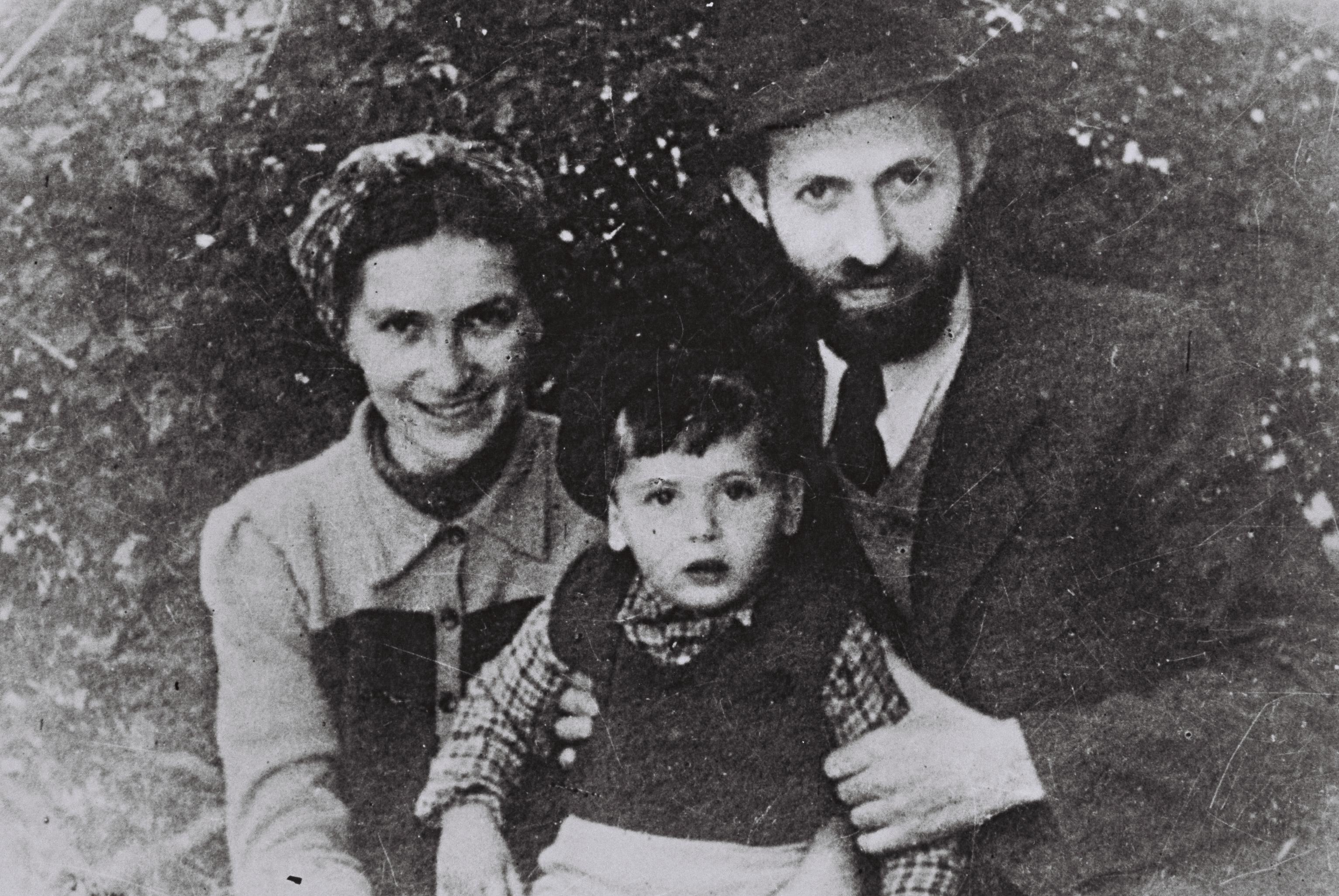
幼少時のベギン。右側は父親のメナヘム・ベギン元首相

## 政界復帰
10年近く政界から離れていたベギンだが、長年対立していたネタニヤフと2008年の11月に和解。政権奪回を目指すネタニヤフとの話し合いの末、政界復帰の考えを明らかにした。総選挙での比例順位を決定する、翌・12月のリクードの党員選では、10年近いブランクがあったものの5位につけ、支持の根強さを印象付けた。ベギンは、政界の対アラブ・パレスチナ強硬派を代表すると共に、いわゆる”金銭スキャンダル”が後を絶たない同政界において（ネタニヤフ、バラク、シャロン、オルメルトなどの大物政治家は汚職事件で捜査の対象となった）清廉な人物として知られる。翌年・2月の総選挙でリクードは27議席を獲得し、ベギンも政界への復帰を果たした。今後の政権構想については、右派・宗教政党主体では政局運営が困難になることから、カディーマを加えた、大連立が望ましいとしている。09年に6党連立で発足した、第二次ネタニヤフ政権では無任所相として入閣した。2013年には我が家イスラエルとの統一会派結成に伴い、再び政界を退くものの、解散・総選挙の前倒しに伴い、2015年にはネタニヤフに請われ再び政界に復帰する考えを明らかにした。ベギンはリクードの比例名簿11位に登録されて当選し、再度政界に復帰した。